# Azeville
Azeville – miejscowość i gmina we Francji, w regionie Normandia, w departamencie Manche.
Według danych na rok 1990 gminę zamieszkiwały 73 osoby, a gęstość zaludnienia wynosiła 24 osoby/km² (wśród 1815 gmin Dolnej Normandii Azeville plasuje się na 813. miejscu pod względem liczby ludności, natomiast pod względem powierzchni na miejscu 1037).